# Totoharjo
Totoharjo is een bestuurslaag in het regentschap Lampung Selatan van de provincie Lampung, Indonesië. Totoharjo telt 1718 inwoners (volkstelling 2010).